# Samuel Morland

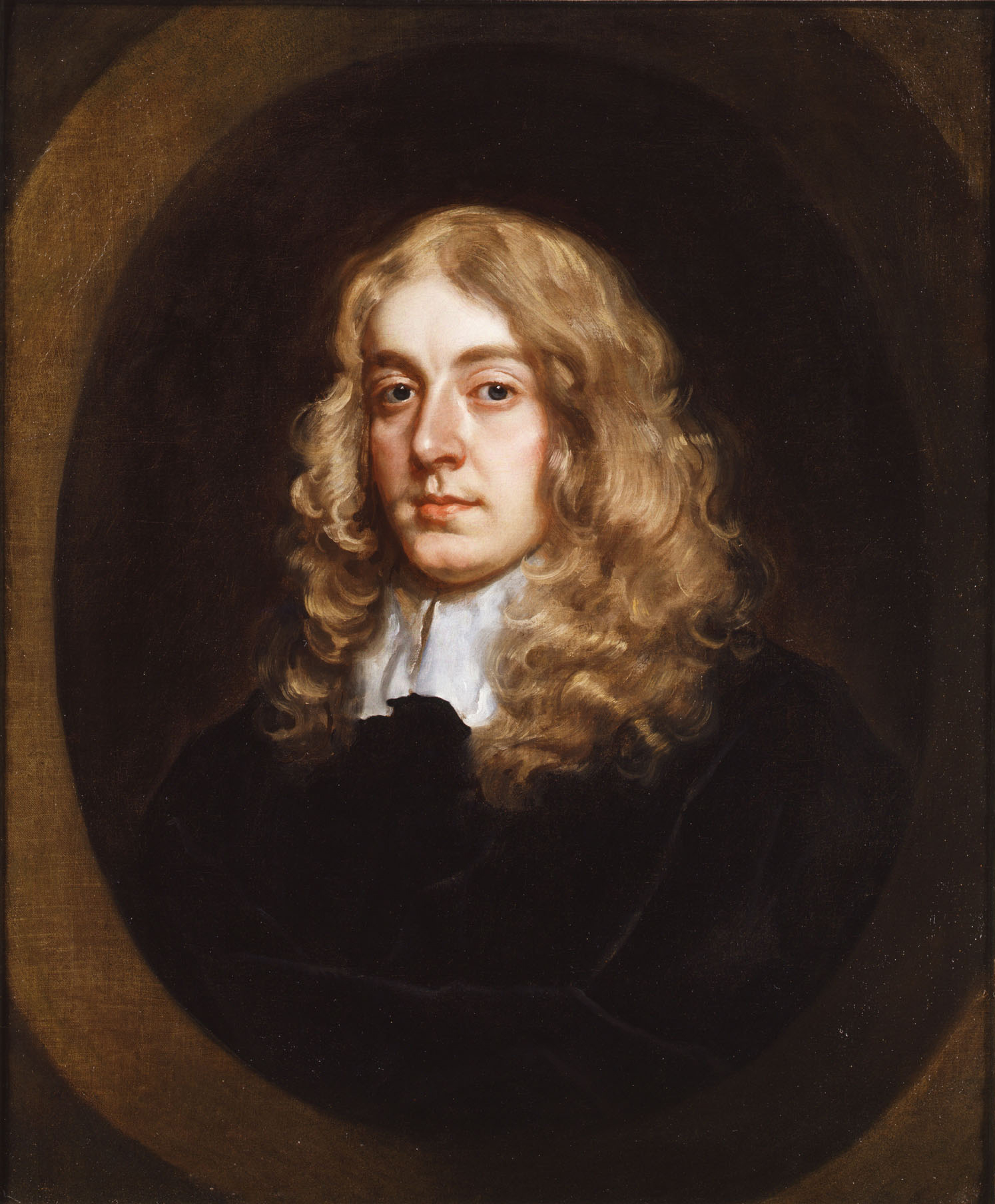
Samuel Morland

Samuel Morland o Moreland (Berkshire, Inglaterra 1625-1695) fue un notable académico inglés, además de diplomático, espía, matemático e inventor.

## Biografía
En el año 1625 nació Samuel Morland, en Inglaterra, y más concretamente en Berkshire. Su padre era un clérigo de origen noble en su pueblo natal.
Eran tiempos de revueltas para el acceso al poder que acabó con Oliver Cromwell accediendo a él. Debido a estos pequeños contratiempos Morland no tuvo acceso a la universidad hasta una edad más avanzada de lo que en aquella época era normal. Buscando un cambio de perspectiva, y evadir la profesión de su padre, decidió estudiar Matemáticas en la Universidad de Cambridge.En 1649 ya se había convertido en miembro del Magdalene College donde conoció a Samuel Pepys, el cual se volvería mentor y gran amigo el resto de su vida.
Hacia el año 1653 Morland fue enviado a Suecia con el objetivo de servir de embajador inglés junto a Bulstrode Whitelocke en un tratado comercial entre Inglaterra y Suecia. La Reina Sueca, Cristina de Suecia, era portadora de un ejemplar de la sumadora mecánica que construyó Blaise Pascal en 1642. Esto llevó a que Morland y la Reina Cristina pasesen un rato entretenido discutiendo sobre dicho ejemplar.
En 1654, recibe orden nuevamente de actuar como mediador diplomático, y se le envía a Italia a visitar al Duque de Savoy. Durante el viaje Morland pasa por lo menos el período de un mes en la corte de Luis XIV. Es muy probable que en ese tiempo conociera a René Grillet, relojero del rey y autor de una máquina aritmética que se cree copiada por Leibnitz.
En 1657, Morland contrajo matrimonio con Susanne de Milleville, hija de un barón francés. Esto hizo que se fortaleciera la unión de Morland con Francia. Fue allí donde se le considera un experto en la construcción de dispositivos mecánicos. 
Sobre 1681 se le contrató como consultor para el sistema de suministro de agua de Versalles. Se sabe que era un espía del Rey Carlos II de Inglaterra, y que además llegó a salvarle la vida al denunciar algún plan para acabar con él. Es por ello que cuando Carlos II retomó el poder, Morland fue un gran beneficiado ya que recibió muchos honores y se le concedió una pensión por sus servicios. Es en este instánte y cuando se ve liberado de la necesidad de trabajar cuando, Morland, se dedica por completo a inventar dispositivos mecánicos. Algunas de sus invenciones son máquinas de cálculo, estufas portátiles de vapor o bombas para el agua.
Morland inventó tres tipos diferentes de máquinas o dispositivos para realizar cálculos: una máquina para cálculos trigonométricos, una versión mecánica de los huesos de Napier considerada como la primera máquina de múltiplicar de la historia, y una sumadora mecánica. Aunque estas dos últimas máquinas fueron inventadas a mediados de los 1660s, no fue sino hasta 1673 que Morland publicó un libro titulado "Description and Use of Two Arithmetic Instruments", el cual describía a las dos máquinas y su funcionamiento.
Su máquina de múltiplicar, servía como ayuda para la multiplicación y división. Basa su funcionamiento en los mismos principios que lo hacen los huesos de John Napier. Constaba de una placa de bronce plana con una compuerta articulada perforada y varios puntos semicirculares sobre los cuales podían colocarse discos planos. Los discos eran simplemente una versión circular de los huesos de Napier con los productos colocados alrededor de su perímetro de tal forma que los dos dígitos de un número quedaban en los extremos opuestos de una diagonal.
La máquina venía con 30 discos para efectuar multiplicaciones y 5 discos especiales adicionales (marcados con las letras Q/QQ) que se usaban para calcular raíces cuadradas y cúbicas.